# Musca mulsus
Musca mulsus är en tvåvingeart som först beskrevs av Harris 1780.  Musca mulsus ingår i släktet Musca och familjen lövflugor. Inga underarter finns listade i Catalogue of Life.